# Jannik Hofmann (Fußballspieler)
Jannik Hofmann (* 28. Februar 2002 in Bayreuth) ist ein deutscher Fußballspieler. Der Rechtsverteidiger spielt als Leihspieler des 1. FC Nürnberg für Rot-Weiss Essen.

## Karriere
Jannik Hofmann begann seine Fußballkarriere beim BSC Saas Bayreuth, bevor er im Alter von 6 Jahren im Jahr 2008 in das Nachwuchsleistungszentrum des 1. FC Nürnberg wechselte. Dort durchlief er sämtliche Jugendabteilungen und spielte dabei auf verschiedenen Positionen. In der Saison 2018/19 der U17-Bundesliga Süd/Südwest absolvierte er 23 Spiele (3 Tore) für den 1. FC Nürnberg. Gegen Ende der Saison wurde er vermehrt in das U19-Bundesliga-Team eingebunden, wo er in acht Spielen ein Tor erzielte. Trotz des Abstiegs der U19 in die Bayernliga gelang Hofmann und seinem Team, trotz Unterbrechungen aufgrund der Corona-Pandemie, in der Saison 2019/20 der direkte Wiederaufstieg in die U19-Bundesliga Süd/Südwest.
In der Saison 2020/21 spielte Hofmann in allen vier U19-Bundesligaspielen, bevor die Saison erneut aufgrund der Corona-Pandemie unterbrochen wurde. Zur Saison 2021/22 stieg er in die U21 des 1. FC Nürnberg in der Regionalliga Bayern auf. Aufgrund von Verletzungen kam er nur in vier Spielen zum Einsatz. In seiner zweiten Saison, 2022/23, etablierte sich Hofmann als Rechtsverteidiger in der Stammelf und bestritt 28 Spiele in der Regionalliga. Er fungierte auch in einigen Spielen als Kapitän der U23. Ende Mai 2023 unterzeichnete Hofmann einen Profivertrag 1. FC Nürnberg, wurde jedoch im Sommertrainingslager durch einen Schlüsselbeinbruch außer Gefecht gesetzt und fiel bis Anfang September 2023 aus.
Hofmann gab am 11. Februar 2024 sein Debüt für die erste Mannschaft des 1. FC Nürnberg in der 2. Bundesliga beim 1:1 gegen den SV Wehen Wiesbaden, als er in der 46. Spielminute für Benjamin Goller eingewechselt wurde.
Im Januar 2025 wechselte Hofmann auf Leihbasis für den Rest der laufenden Saison zur zweiten Mannschaft des VfB Stuttgart in die 3. Liga. Im Sommer 2025 verlängerte er seinen Vertrag in Nürnberg, wird in der Saison 2025/26 aber als Leihspieler für Rot-Weiss Essen spielen.